# ENGEIグランドスラム
『ENGEIグランドスラム』（えんげいグランドスラム、英: ENGEI GRAND SLAM）は、フジテレビ系列にて2015年（平成27年）から『土曜プレミアム』枠などのゴールデンタイム・プライムタイム（JST）で不定期放送されているお笑い演芸特別番組。

## 概要
お笑い芸人たちが漫才・コント・ピン芸・音楽ネタ（リズムネタ）・落語などの様々なジャンルのネタを披露する番組であり、番組コンセプトとして「お笑いの全てのジャンルにおいて人気と実力を兼ね備えた、国民の誰もが『面白い』と認める最強の芸人が勢ぞろいしてネタを披露する日本一豪華なネタ番組」というキャッチフレーズがつけられている。
タイトルロゴには、フジテレビが河田町に本社を置いていた1959年（昭和34年）の開局から1986年（昭和61年）の「目玉マーク」制定まで使用された同社の社章であった「8マーク」（亀倉雄策作）が使われている。
ネタ披露番組では珍しく、収録スタジオには演芸場を模した2階建ての客席が組まれている。第10回まで当番組の演出・チーフプロデューサーを務めていた藪木によるとこのセットはなんばグランド花月を参考に設計されており、笑い声をより効果的に反響させるためにカメラや照明などの技術スタッフを説得して天井や客席の傾斜を作ったという 。舞台中央奥には巨大な「8マーク」を模した階段（中央部分に番組ロゴが配置されている）が設置され、コントや一部のリズムネタを除く演目の出演者はこの中央からせり上がって登場する。また、舞台の手前と奥の2ヶ所には菱形の枠で舞台を囲うように細長いディスプレイが配置され、出演者の名前（ローマ字・英字表記）などが表示される。このようなセットや演出の派手さと、芸人のネタだけを見せるストイックなコンセプトが両立しているのが番組の特徴でもある。
この番組の出演者には「8マーク」をあしらった正方形の「ENGEIバッジ（『THE MANZAI』の認定バッジ・マスターズバッジと同様に、裏面にそれぞれグループ名と放送日が記されている）」が贈呈され、また放送前には、出演者の意気込みのコメント及び本番直後のインタビューの動画が公開される。
第1回では『M-1グランプリ』『R-1ぐらんぷり』『キングオブコント』『THE MANZAI』などの各賞レースを賑わせてきた優勝者・決勝進出者の人気芸人19組が集結したほか、以降も各賞レースの優勝者・決勝進出者が多数出演しており、売れっ子になってネタを見る機会の少なくなった中堅・ベテランクラスの芸人のネタを見る事ができる貴重な番組となっている。
第11回から第13回は『ENGEIグランドスラムLIVE』と題して生放送で放送された。この放送回は、会場がフジテレビ本社V4スタジオから行われた。この回から番組の立ち上げに携わった藪木CPが共同テレビ出向のためスタッフから外れた。現在では旧『爆笑レッドカーペット』班と旧『めちゃ2イケてるッ!』班のスタッフを中心に、「ENGEI歌謡祭」のコーナーでは音組のスタッフも加わって制作される一大特番として放送されている。
第12回は『フジテレビ開局60周年記念WEEK』の一番組として放送。
第13回はFNSネタの夏祭りとして放送。
第14回は新型コロナウイルスの感染拡大防止の影響により、従来の一般の観客は無しで代わりに番組常連の出演芸人が数組観覧していた。また、一部の出演芸人を除いて、過去の放送回を振り返る総集編での放送だった。
第15回は番組初の2部構成で、昼の部（16:30 - 17:30）では『ENGEIグランドスラム マチネ』（フジテレビ・北海道文化放送の2局ネット）、夜の部（21:00 - 23:10）では『ENGEIグランドスラム リモート』とそれぞれ題して放送された。また、新型コロナウイルスの感染拡大防止の3つの密を避けるため、完全リモートでの放送となった。

## 放送データ
※視聴率はビデオリサーチ調べ、関東地区・世帯・リアルタイム（空白は不明）。
| 回 | 放送日        | 放送時間（JST） | 平均視聴率 | 備考                                  |
| -- | ------------- | --------------- | ---------- | ------------------------------------- |
| 1  | 2015年5月30日 | 21:00 - 23:10   | 14.3%      |                                       |
| 2  | 2015年7月12日 | 19:00 - 21:54   | 10.5%      | この回のみ日曜日に放送                |
| 3  | 2015年9月26日 | 19:57 - 23:10   | 12.2%      |                                       |
| 4  | 2016年2月13日 | 19:57 - 23:25   | 12.5%      |                                       |
| 5  | 2016年5月7日  | 19:57 - 23:10   | 14.2%      |                                       |
| 6  | 2016年9月17日 | 19:00 - 23:10   | 12.8%      |                                       |
| 7  | 2017年2月25日 | 19:00 - 23:10   | 11.0%      |                                       |
| 8  | 2017年5月6日  | 19:00 - 23:10   | 10.7%      |                                       |
| 9  | 2017年9月23日 | 19:00 - 23:10   | 09.2%      |                                       |
| 10 | 2018年4月7日  | 19:00 - 23:04   |            |                                       |
| 11 | 2018年9月29日 | 19:57 - 23:10   |            | 生放送                                |
| 12 | 2019年3月30日 | 19:00 - 23:04   | 09.8%      | 生放送                                |
| 13 | 2019年8月17日 | 19:00 - 23:04   | 07.5%      | 生放送                                |
| 14 | 2020年3月28日 | 21:00 - 23:10   | 11.1%      |                                       |
| 15 | 2020年5月23日 | 21:00 - 23:10   |            |                                       |
| 16 | 2021年2月20日 | 19:00 - 23:04   |            |                                       |
| 17 | 2021年5月1日  | 21:00 - 23:10   |            |                                       |
| 18 | 2022年2月26日 | 19:00 - 23:04   |            |                                       |
| 19 | 2022年5月28日 | 21:00 - 23:10   |            |                                       |
| 20 | 2023年3月4日  | 21:00 - 23:10   |            | 『R-1グランプリ2023』から連続で生放送 |
| 21 | 2023年9月23日 | 21:30 - 23:40   |            |                                       |
| 22 | 2024年3月9日  | 21:00 - 23:10   |            | 『R-1グランプリ2024』から連続で生放送 |
| 23 | 2024年9月21日 | 21:00 - 23:10   |            |                                       |
| 24 | 2025年3月8日  | 21:00 - 23:10   |            | 『R-1グランプリ2025』から連続で生放送 |
| 25 | 2025年8月2日  | 21:00 - 23:10   |            | 10周年記念として生放送                |

## 出演者
MC
- ナインティナイン（岡村隆史・矢部浩之）
- 松岡茉優

MC代理
- 松村未央（フジテレビアナウンサー）（第2回） - 松岡が映画撮影のため。
- 中村仁美（フリーアナウンサー）（第10回） - 松岡が体調不良のため。
- 山﨑夕貴（フジテレビアナウンサー）（第12回） - 松岡が舞台出演のため。
- 宮司愛海（フジテレビアナウンサー）（第17回） - 松岡が映画撮影のため。
- 広瀬アリス（第20回） - 松岡が体調不良のため。
- 渋谷凪咲（NMB48）（第21回） - 松岡が裏番組に出演のため。

スペシャル企画
- 川島明（麒麟）（第12回、第13回、第16回、第17回、第19回）
- 山里亮太（南海キャンディーズ）（第18回） - 新型コロナウイルス感染により欠席した川島の代理。
- 飯尾和樹（ずん）（第20回以降）
- ナイツ（塙宣之、土屋伸之）（第23回）
- 倉田大誠（フリーアナウンサー）（第23回）

スペシャルゲスト
- ビートたけし - 第12回に出演。フジテレビ開局60年記念としてオープニングで駆け出しの頃のたけしゆかりの地でもある浅草・東洋館から中継で浅草キッドを歌唱。その後、『FNS27時間テレビ』のキャラ「火薬田ドン」に姿を変えて一暴れしたのち、湾岸スタジオにやって来た。終盤は裏番組『新・情報7DAYS ニュースキャスター』（TBS）出演のため不在。
- 石橋貴明（とんねるず） - 第12回のエンディング（一部地域のみ放送）で『とんねるずのみなさんのおかげです』『とんねるずのみなさんのおかげでした』の石田弘（同番組のエグゼクティブプロデューサーだった）を模したキャラ「ダーイシ男」に扮してサプライズで出演。開局60周年記念としてケーキを用意した（後述）。

ナレーション
- RYO-Z（RIP SLYME）

## 各回の概要

### 第1回
『M-1グランプリ』『R-1ぐらんぷり』『キングオブコント』『THE MANZAI』のチャンピオンのうち10組が一挙に出演。また、番組の最後には放送2日前に逝去した今いくよへの哀悼のメッセージが放送された。
出演順
1. ブラックマヨネーズ
2. オードリー
3. 博多華丸・大吉
4. ロバート
5. ナイツ
6. サンドウィッチマン
7. NON STYLE
8. 矢野・兵動
9. ピース
10. どぶろっく
11. バカリズム
12. 笑い飯
13. パンクブーブー
14. 東京03
15. ウーマンラッシュアワー
16. TKO
17. 日本エレキテル連合
18. フットボールアワー
19. 爆笑問題

### 第2回
23組中17組が初登場。第1回と合わせて、当時の「M-1グランプリ」「THE MANZAI」のチャンピオンのうち、コンビでの活動を休止していたアンタッチャブルを除く全組が番組に出演したことになった。また桂三度が落語家として初の出演。
出演順
1. タカアンドトシ
2. チュートリアル
3. ますだおかだ
4. テツandトモ
5. COWCOW
6. 流れ星
7. NON STYLE
8. シソンヌ
9. トレンディエンジェル
10. ハマカーン
11. バイきんぐ
12. 笑い飯
13. 千鳥
14. 柳原可奈子
15. おぎやはぎ
16. 博多華丸・大吉
17. 渡辺直美
18. 海原やすよともこ
19. 東京03
20. 矢野・兵動
21. 桂三度
22. 中川家
23. 爆笑問題

### 第3回
中川家・剛と礼二が今いくよ・くるよに扮して、今くるよ本人と共に「今いくよ・くるよ・くるよ」として大トリを務め、「復活」した漫才を披露した。元は中川家のモノマネネタであり、放送数ヶ月前のライブでも行われていたコラボである。
出演順
1. ますだおかだ
2. キャイ〜ン
3. ロバート
4. ナイツ
5. COWCOW
6. 流れ星
7. 麒麟
8. バカリズム
9. テツandトモ
10. フットボールアワー
11. チュートリアル
12. アンジャッシュ
13. トレンディエンジェル
14. インパルス
15. スピードワゴン
16. レイザーラモン
17. どぶろっく
18. 東京03
19. ハライチ
20. ロザン
21. 千鳥
22. 日本エレキテル連合
23. 爆笑問題
24. 今くるよ 中川家

### 第4回
正式なコンビとしては番組最長芸歴を誇る西川のりお・上方よしおが大トリを務めた。また、オリエンタルラジオが率いるRADIO FISHが「PERFECT HUMAN」をゴールデンタイムの番組では初めて披露。放送後にはiTunesランキングで1位を獲得、多数の歌番組に出演するなど大きな反響を呼んだ。
出演順
1. トレンディエンジェル
2. ロバート
3. ナイツ
4. ドランクドラゴン
5. もりやすバンバンビガロ
6. ハリセンボン
7. アンジャッシュ
8. ロッチ
9. バカリズム
10. オリエンタルラジオ
11. 千鳥
12. すち子&真也
13. 海原やすよともこ
14. ハライチ
15. テンダラー
16. 村上ショージ
17. 東京03
18. 友近
19. ジャルジャル
20. スピードワゴン
21. 品川庄司
22. どぶろっく
23. 中川家
24. 爆笑問題
25. 西川のりお・上方よしお

### 第5回
爆笑問題のみ収録のスケジュールの都合が合わず、1組だけ別日に収録した事が明かされている。
出演順
1. オードリー
2. サンドウィッチマン
3. ジャルジャル
4. 麒麟
5. あばれる君
6. ロザン
7. ロッチ
8. トレンディエンジェル
9. アンガールズ
10. 博多華丸・大吉
11. バカリズム
12. ますだおかだ
13. 吉本新喜劇ユニット
14. COWCOW
15. 銀シャリ
16. 陣内智則
17. 渡辺直美
18. チュートリアル
19. つぶやきシロー
20. バイきんぐ
21. 矢野・兵動
22. ジャングルポケット
23. ナイツ
24. 中川家
25. 爆笑問題

### 第6回
放送時間が最長の250分、出演組数は最多の30組となり、番組ホームページでは各時間帯ごとのタイムテーブルが放送前に公開された（ネタ番組としては極めて異例）。この回では六代目 三遊亭円楽が大トリを務め、「猫の皿」を披露した（襲名後に民放の地上波全国放送で落語を披露したのはこれが初である）。また、2016年7月24日放送の「笑わせたもん勝ちトーナメント KYO-ICHI」（FNS27時間テレビフェスティバル!内での放送）で優勝したミキが初出演した。
出演順
1. NON STYLE
2. キャイ〜ン
3. TKO
4. 流れ星
5. ロッチ
6. ミキ
7. 友近
8. フットボールアワー
9. 柳原可奈子
10. アンジャッシュ
11. テンダラー
12. シソンヌ
13. 千鳥
14. 村上ショージ
15. 博多華丸・大吉
16. 吉本新喜劇ユニット
17. トレンディエンジェル
18. 陣内智則
19. ロバート
20. ヒロシ
21. バイきんぐ
22. 我が家
23. スピードワゴン
24. CONTS
25. バカリズム
26. オリエンタルラジオ
27. 麒麟
28. 中川家
29. 爆笑問題
30. 6代目 三遊亭円楽

### 第7回
エレキコミックと片桐仁（ラーメンズ）のユニットであるエレ片が地上波では初となるコントを披露した。また、2016年11月11日放送の「笑わせたもん勝ちトーナメント KYO-ICHI」で優勝したタイムマシーン3号が初出演した。
出演順
1. 銀シャリ
2. COWCOW
3. バイきんぐ
4. ハライチ
5. ジャングルポケット
6. ジャルジャル
7. タイムマシーン3号
8. TKO
9. チュートリアル
10. オードリー
11. アンガールズ
12. テンダラー
13. 品川庄司
14. 博多華丸・大吉
15. 吉本新喜劇ユニット
16. ロバート
17. ナイツ
18. 南海キャンディーズ
19. バカリズム
20. 千鳥
21. エレ片
22. 麒麟
23. CONTS
24. レイザーラモン
25. オリエンタルラジオ
26. 和牛
27. 東京03
28. 木村祐一
29. 中川家
30. 爆笑問題

### 第8回
NON STYLEが前年の12月に井上裕介が芸能活動を一時休止した後、活動再開して初めてテレビで漫才を披露した。
出演順
1. 中川家
2. 陣内智則
3. COWCOW
4. かまいたち
5. ペナルティ
6. U字工事
7. ゆりやんレトリィバァ
8. バイきんぐ
9. キャイ〜ン
10. ミキ
11. パンクブーブー
12. 銀シャリ
13. アキラ100%
14. NON STYLE
15. スピードワゴン
16. トレンディエンジェル
17. 博多華丸・大吉
18. 友近&ロバート秋山
19. 柳原可奈子
20. 和牛
21. ナイツ
22. アンジャッシュ
23. 吉本新喜劇ユニット
24. 月亭方正
25. ウーマンラッシュアワー
26. 東京03
27. シソンヌ
28. しずる
29. ダイアン
30. 爆笑問題

### 第9回
この回の中川家は、漫才ではなくコントを披露した。
出演順
1. 博多華丸・大吉
2. ロッチ
3. TKO
4. 中川家
5. かまいたち
6. トット
7. アンガールズ
8. スピードワゴン
9. テンダラー
10. エレ片
11. 銀シャリ
12. レイザーラモン
13. フットボールアワー
14. サンドウィッチマン
15. ロバート
16. 千鳥
17. 吉本新喜劇ユニット
18. バカリズム
19. トレンディエンジェル
20. ハイヒール
21. シソンヌ
22. オードリー
23. 南海キャンディーズ
24. 麒麟
25. CONTS
26. 東京03
27. 和牛
28. 村上ショージ
29. 笑い飯
30. 爆笑問題

### 第10回
放送10回目記念のスペシャル企画として、歌ネタ自慢の芸人による歌謡ショー「ENGEI歌謡ショー」や、『ENGEIグランドスラム』の舞台に立つ芸人に認められた芸人が出演する「今、この芸人がすごい!」といったコーナーが設けられた。
出演順
1. 和牛
2. アンジャッシュ
3. ブルゾンちえみ with B
4. TKO
5. チョコレートプラネット
6. うしろシティ
7. アルコ&ピース
8. 流れ星
9. ロバート
10. 南海キャンディーズ
11. スピードワゴン
12. 野性爆弾くっきー
13. とろサーモン
14. ジャルジャル
15. ハライチ
16. 東京03
17. 陣内智則
18. 千原ジュニア
19. ナイツ
20. バカリズム
21. テンダラー
22. 立川志らく
23. プラス・マイナス
24. 佐久間一行
25. ショウショウ
26. 濱田祐太郎
27. 神田松之丞
28. 博多華丸・大吉
29. 爆笑問題

ENGEI歌謡ショー 出演順
1. トレンディエンジェル斎藤
2. 水谷千重子（友近）・八公太郎（バッファロー吾郎A）
3. ロバート秋山

### 第11回
番組初の生放送。スペシャル企画として、歌ネタ自慢の芸人による歌謡祭「2018秋 ENGEI歌謡祭」や、『ENGEIトライアウト』での観客投票No.1に輝いた芸人が出演するコーナーが設けられた。また、「一度は生でENGEIグランドスラムを見てみたかった会」として、二階堂高嗣（Kis-My-Ft2）、IKKO、吉沢亮、川栄李奈、大和田伸也がゲスト出演した。
出演順
1. ナイツ
2. ハナコ
3. フットボールアワー
4. NON STYLE
5. バイきんぐ
6. バカリズム
7. ハライチ
8. 千原兄弟
9. 吉本新喜劇ユニット
10. ラバーガール
11. 三拍子
12. アンジャッシュ
13. 南海キャンディーズ
14. スペシャルものまねライブ 変人（原口あきまさ、ホリ、山本高広、ミラクルひかる）
15. とろサーモン
16. まんじゅう大帝国
17. 東京03
18. 爆笑問題

2018秋 ENGEI歌謡祭 出演順
1. 友近
2. トレンディエンジェル斎藤
3. 清水ミチコ
4. 野性爆弾くっきー×はなわ
5. ロバート

### 第12回
「フジテレビ開局60周年記念番組」の一環として、『平成最後のENGEIグランドスラムLIVE』と題して生放送 。オープニングアクトはビートたけしが『浅草キッド』を浅草フランス座演芸場東洋館にて歌唱。グレート義太夫がギターを務めた。その後、火薬田ドンに扮したビートたけしがフジテレビに飛んでくる演出のVTRが流れた。
新たに川島明がMCを務めるスペシャル企画が導入。この回では「平成のリズムネタ博物館」として、かつて全盛期で爆発的な人気で一世を風靡して平成のそれぞれ時代を創ってきたお笑い芸人がケースに入った博物館の展示物という体裁で出演し、データ放送で視聴者投票を行った。投票の結果レギュラーが1位を獲得し、スタジオで「あるある探検隊」を披露した。
また、前回に引き続き、歌ネタ自慢の芸人と豪華アーティストのコラボレーションで楽曲を披露する歌謡祭「2019春 ENGEI歌謡祭」や、地元にゆかりの深い芸人たちによる「被災地出張ライブ」が行われた。
他にも「お笑い第7世代」枠としてM-1グランプリ2018王者の霜降り明星をはじめとした若手芸人が多数出演した他、石橋貴明（とんねるず）がダーイシ男の格好でサプライズ出演した。
エンディング（一部地域のみ放送）ではフジテレビ開局60周年をお祝いして、ステージ上にケーキが用意された。しかしそのケーキは爆破の仕掛けが施された特注品であり、岡村がロウソクを吹き消した瞬間にケーキが爆発するサプライズだった。それにより周辺の床にもクリームが撒き散らされて滑りやすい状況になり、太田光（爆笑問題）がはしゃぎすぎてステージから客席に落下し、さらにステージ上で滑って転倒し側頭部を打つというアクシデントが起きた。
出演順
1. NON STYLE
2. ジャルジャル
3. 和牛
4. ロバート
5. フットボールアワー
6. ロッチ
7. サンドウィッチマン
8. スピードワゴン
9. かまいたち
10. ナイツ
11. アンガールズ
12. 陣内智則
13. アンジャッシュ
14. 千鳥
15. タカアンドトシ
16. バカリズム
17. ますだおかだ
18. パンクブーブー
19. バイきんぐ
20. 霜降り明星
21. ハナコ
22. ゆりやんレトリィバァ
23. かが屋
24. 宮下草薙
25. EXIT
26. インパルス
27. とろサーモン
28. プラス・マイナス
29. レギュラー
30. 東京03
31. 中川家
32. 爆笑問題

2019春 ENGEI歌謡祭 出演順
1. 大黒摩季×水谷千重子（友近）
2. T-BOLAN×TT兄弟（チョコレートプラネット）
3. 武田真治×ココリコ遠藤
4. May J.×ロバート秋山
5. 五十嵐結也×トレンディエンジェル斎藤
6. スペシャルものまねライブ 変人

平成のリズムネタ博物館 出演者
- 藤崎マーケット
- ジョイマン
- レギュラー
- 平成ノブシコブシ吉村
- にゃんこスター
- 8.6秒バズーカー
- コウメ太夫
- 小島よしお

### 第13回
『FNSネタの夏まつり』と題したサブタイトルで生放送。当番組としては、初めて8月に放送された。オープニングではChageと水谷千重子（友近）が『ふたりの愛ランド』を歌唱した。
スペシャル企画では前回の「平成リズムネタ博物館」に引き続き「令和によみがえりたいキャラお化け屋敷」を開催。かつて全盛期で爆発的な人気で一世を風靡して平成のそれぞれ時代を創ってきたお笑い芸人がケースに入った博物館の展示物という体裁で出演し、データ放送で視聴者投票を行った。1位となった芸人のみがネタを披露できた。投票の結果モンスターエンジンが1位を獲得し、スタジオで「神々の遊び」を披露した。ちなみに川島曰く三瓶は「ダントツ最下位」。また、ハンバーグ師匠が一発屋芸人枠でのオファーを1回断ったことや、「マジ初出し情報」として、料理人見習いのためトルコへ行っていた三瓶がホームシックになり、僅か2ヶ月で帰国したこと明かされた。
他にも前々回、前回に続き「2019夏 ENGEI歌謡祭」を開催。さらに「お笑い第7世代」枠の枠が拡大し、芸人が同じ世代の中で淒いと思っている芸人の名を上げ、数珠繋ぎ式で登場する体裁で出演した。
スタジオ裏の特設セットでは、出演を終えた斉藤慎二（ジャングルポケット）が『全裸監督』で村西とおる役を演じた山田孝之のモノマネをしたり、梶原雄太（キングコング）がカジサックとして再登場するなどして盛り上げた。エンディングでは、お笑い第7世代枠の出演芸人、カジサック、ハンバーグ師匠、三瓶、爆笑問題、MCのナインティナインがスタジオ裏の特設セットに集結し、質問コーナーや一発芸などで番組終了まで盛り上げた。
出演順
1. キングコング
2. ロッチ
3. NON STYLE
4. ロバート
5. スペシャルものまねライブ 変人
6. チョコレートプラネット
7. 和牛
8. ハライチ
9. かまいたち
10. フットボールアワー
11. バイきんぐ
12. ジャルジャル
13. ナイツ
14. 霜降り明星
15. 四千頭身
16. ハナコ
17. EXIT
18. 宮下草薙
19. ゆりやんレトリィバァ
20. ジャングルポケット
21. バカリズム
22. 友近&ハリセンボン近藤春菜
23. 麒麟
24. ミキ
25. かが屋
26. まんじゅう大帝国
27. ザ・マミィ
28. 金属バット
29. 千原兄弟
30. アインシュタイン
31. モンスターエンジン
32. 東京03
33. 爆笑問題

2019夏 ENGEI歌謡祭 出演順
1. EXIT×立川俊之（大事マンブラザーズバンド）
2. TT兄弟×岩崎良美
3. ココリコ遠藤×武田真治

令和によみがえりたいキャラお化け屋敷 出演者
- キャプテン☆ボンバー
- ハンバーグ師匠
- とにかく明るい安村
- レギュラー
- クールポコ。
- 三瓶
- モンスターエンジン

### 第14回
新型コロナウイルスの影響によって、番組史上初の無観客、第10回ぶりの収録での放送となった。その代わりに、観客席には爆笑問題やバイきんぐ、霜降り明星などが座っていた。ネタを披露したのは爆笑問題、ミルクボーイ、蛍原&ホリケンのみで、他は「芸人が見たいスゴいネタ」などで、過去に披露したネタが放送された。また、爆笑問題がお笑いライブなどでトップバッターは務めるのは20年以上ぶりとなった。
出演者
- EXIT
- 霜降り明星
- チョコレートプラネット
- 東京03
- ナイツ
- バイきんぐ
- 爆笑問題
- 蛍原徹（雨上がり決死隊）
- 堀内健（ネプチューン）
- ミルクボーイ
- ゆりやんレトリィバァ
- ロッチ

| 放送順 | グループ名             | 放送分                  | 推薦した芸人           |
| ------ | ---------------------- | ----------------------- | ---------------------- |
| 1      | 爆笑問題               | —                       | —                      |
| 2      | サンドウィッチマン     | 第1回（2015年5月30日）  | 霜降り明星             |
| 3      | ブラックマヨネーズ     | 第1回（2015年5月30日）  | ナイツ                 |
| 4      | オリエンタルラジオ     | 第4回（2016年2月13日）  | EXIT                   |
| 5      | 渡辺直美               | 第5回（2016年5月7日）   | 松岡茉優               |
| 6      | ロッチ                 | 第4回（2016年2月13日）  | チョコレートプラネット |
| 7      | チョコレートプラネット | 第10回（2018年4月7日）  | ロッチ                 |
| 8      | オードリー             | 第9回（2017年9月23日）  | —                      |
| 9      | 千鳥                   | 第6回（2016年9月17日）  | —                      |
| 10     | ロバート               | 第4回（2016年2月13日）  | —                      |
| 11     | ミルクボーイ           | —                       | —                      |
| 12     | 博多華丸・大吉         | 第5回（2016年5月7日）   | バイきんぐ             |
| 13     | 霜降り明星             | 第12回（2019年3月30日） | —                      |
| 14     | ゆりやんレトリィバァ   | 第12回（2019年3月30日） | —                      |
| 15     | EXIT                   | 第12回（2019年3月30日） | —                      |
| 16     | バカリズム             | 第1回（2015年5月30日）  | 東京03                 |
| 17     | 東京03                 | 第1回（2015年5月30日）  | —                      |
| 18     | 中川家                 | 第7回（2017年2月25日）  | 爆笑問題               |
| 19     | 六代目 神田伯山        | 第10回（2018年4月7日）  | 爆笑問題               |
| 20     | 蛍原&ホリケン          | —                       | —                      |

### 第15回
「ENGEIグランドスラム リモート〜離れていても心は一つSP〜」として放送。また、一部地域のみ「ENGEIグランドスラム マチネ」が昼に放送され、初の昼・夜の2部構成となった。
感染拡大防止のため、3密を回避するためのセットが配置されるようになった。さらにこの回に限り、コンビ・トリオ間でネタを披露する際にソーシャルディスタンスが取られ、階段の距離も開けられた。漫才では2つのサンパチマイクが置かれており、演者同士の間には飛沫を防ぐように、透明な区切りを置くなどの対応がされ、コントではそれぞれが距離を取るようなネタを披露した。スタジオには演者のみが登場し、MCを務めるナインティナインと松岡茉優は特設されたスタジオで幅を空けて出演し、スタジオでは合成で3人が本来の司会席にいるように映し出された。他の出演者たちや約50人の観客もリモートでの出演となり、本来観客席だった場所に設置されたモニターに映し出された。
「リモート」の方では、4月24日に女性差別発言をしてしまった岡村がナイツのネタ披露後の挨拶で謝罪。太田に「俺は許してないからな！」と公開説教されたが、岡村の相方である矢部が「それ以上言ったらあんたも説教してやろうか」と反撃し、場を沸かせた。
この回が再放送される際は、渡部建が不祥事を起こしたため、アンジャッシュの出演部分を完全カットする措置が執られている。
マチネ 出演順
1. すゑひろがりず
2. 四千頭身
3. さらば青春の光
4. 宮下草薙
5. プラス・マイナス
6. かが屋
7. 相席スタート
8. まんじゅう大帝国
9. ダイアン

リモート 出演順
1. ナイツ
2. ロッチ
3. NON STYLE
4. EXIT
5. チョコレートプラネット
6. アインシュタイン
7. バイきんぐ
8. 霜降り明星
9. ロバート
10. ぺこぱ
11. 陣内智則
12. アンジャッシュ
13. 野田クリスタル
14. ジャルジャル
15. ゆりやんレトリィバァ
16. ハナコ
17. 和牛
18. 東京03
19. 爆笑問題

### 第16回
1年半ぶりにMC・演者・ゲストがスタジオ内に集まった。田中裕二の病気療養のため、爆笑問題は太田のみの出演となり、大トリは東京03が務めた。
スペシャル企画も復活し、NHKの体操番組のパロディ「ENGEIHK みんなのダンスネタ」、キャラの濃い芸人がキャラクターネタを披露する「キャラNETAグランドスラム」、一流芸人が推薦した日の目を見ない芸人が登場する「○○がすごい新世代」が設けられた。
「キャラNETAグランドスラム」では、秋山竜次（ロバート）が「黒村ひさし」、ゆりやんレトリィバァが「鈴鹿えり華」としてMCを担当した。
出演順
1. マヂカルラブリー
2. ロバート
3. NON STYLE
4. EXIT
5. ハナコ
6. ハライチ
7. かまいたち
8. チョコレートプラネット
9. ミルクボーイ
10. ジャルジャル
11. バイきんぐ
12. 霜降り明星
13. ロッチ
14. フットボールアワー
15. 四千頭身
16. 空気階段
17. 宮下草薙
18. 蛙亭
19. まんじゅう大帝国
20. ぺこぱ
21. おいでやすこが
22. ナイツ
23. 和牛
24. ニューヨーク
25. ジャングルポケット
26. そいつどいつ
27. ゼンモンキー
28. サスペンダーズ
29. ビスケットブラザーズ
30. 爆笑問題 太田光
31. バカリズム
32. 東京03

ENGEI HK みんなのダンスネタ 出演者
- FUJIWARA原西
- なかやまきんに君
- 島田珠代
- COWCOW
- ポポロクランク
- ぴろしき
- ですよ。
- 孝行球児
- プラスワン
- 流れ星ちゅうえい

キャラNETAグランドスラム 出演順
1. 中川家 - ベテラン白バイ隊員
2. チュートリアル 徳井義実 - マサラ王国の落語家 ヨギータ
3. ジェラードン - 勇者と魔物たち
4. ラランド サーヤ×さらば青春の光 森田 - 犬を溺愛する女
5. 堀内健 - ラーメンくまごろう

### 第17回
昨年5月と同様、一部地域のみ「ENGEIグランドスラム マチネ」が昼に放送された。
スペシャル企画は前回で好評を得た「ENGEI HK みんなのダンスネタ」と、20代の「金の卵芸人」と芸歴20年以上の「いぶし銀芸人」を集めた「金のネタ 銀のネタ」。
マチネ 出演順
1. からし蓮根
2. ニッポンの社長
3. ビスケットブラザーズ
4. オズワルド
5. ゼンモンキー
6. コウテイ
7. キュウ
8. おしみんまる
9. マシンガンズ

ENGEIグランドスラム 出演順
1. かまいたち
2. 陣内智則
3. ミキ
4. おいでやすこが×変人
5. チョコンヌ（チョコレートプラネット×シソンヌ）
6. マヂカルラブリー
7. ロッチ
8. アインシュタイン
9. ハナコ
10. 見取り図
11. かが屋
12. マリーマリー
13. TOKYO COOL
14. 金の国
15. 野田ちゃん
16. エルフ
17. 錦鯉
18. ゆりやんレトリィバァ
19. 爆笑問題

ENGEI HK みんなのダンスネタ 出演者
- FUJIWARA原西
- なかやまきんに君
- 島田珠代
- COWCOW
- ぶたマンモス
- 大納言光子
- ふかわりょう

### 第18回
スペシャル企画は前回で好評を得た「金のネタ 銀のネタ」と、2040年のネタという設定で披露する「ENGEI近未来中継」、早稲田大学グリークラブと共にネタを披露する「ENGEIユニゾンクラシックス」。
新型コロナウイルスのオミクロン株の影響で出演中止となった芸人が多く、川島の代役として山里亮太（南海キャンディーズ）が「ENGEI近未来中継」のMCを務めた他、第12回（2019年3月30日放送分）のジャルジャル、第7回（2017年2月25日放送分）のバカリズム、第13回（2019年8月17日放送分）の東京03のネタが放送された。
出演順
1. 錦鯉
2. もう中学生
3. ハナコ
4. ロッチ
5. インディアンス
6. Aマッソ
7. かまいたち
8. ロバート
9. ハライチ
10. ジャングルポケット
11. ニューヨーク
12. モグライダー
13. 空気階段
14. 南海キャンディーズ
15. ミキ
16. チョコレートプラネット
17. アインシュタイン
18. どぶろっく
19. EXIT
20. ナイツ
21. 相席スタート
22. オズワルド
23. 蛙亭
24. アルコ&ピース
25. オドるキネマ
26. 5GAP
27. 10億円
28. なすなかにし
29. 人間横丁
30. Hi-Hi
31. 爆笑問題

ENGEIユニゾンクラシックス 出演順
1. TOKYO COOL
2. フースーヤ
3. 怪奇!YesどんぐりRPG

ENGEI近未来中継 出演者
- ジョイマン - 「メカジョイマン」として出演
- とにかく明るい安村
- レギュラー
- おぼん・こぼん
- バンビーノ
- ハンバーグ師匠

### 第19回
前回の「ENGEI近未来中継」で話題を集めたおぼん・こぼんが大トリを務めた。また、この回から第22回までは爆笑問題が大トリや終盤ではなく番組の半ばに登場した。
スペシャル企画は一切声を出さずにネタを披露する「無声演芸劇場」と、一流芸人が推薦した芸人が登場する「俺が審査員なら最高得点!グランドスラム」。
出演順
1. ニューヨーク
2. チョコレートプラネット
3. お見送り芸人しんいち
4. ロッチ
5. NON STYLE
6. ジャルジャル
7. ハリウッドザコシショウ
8. アンガールズ
9. 見取り図
10. 爆笑問題
11. ザ・マミィ
12. バカリズム
13. 東京03
14. ツートライブ
15. ゾフィー
16. 2丁拳銃
17. ますだおかだ
18. おぼん・こぼん

無声演芸劇場 出演者
- ハイキングウォーキング
- ランジャタイ
- もう中学生
- キンタロー。
- ピスタチオ

### 第20回
第13回以来3年半ぶりの生放送。初の試みとして「笑いの生祭典コラボSP」と題し、『R-1グランプリ2023』（同日19時 - 20時54分に放送）と連続して生放送を行った。20時54分からは2番組のスタジオを中継で結び、岡村がR-1のスタジオに出向いた。また、同大会で優勝した田津原理音が大トリを務め、ファーストステージのネタを披露した。
スペシャル企画として、優勝者を除く『R-1グランプリ2023』の決勝進出者7名が楽屋との中継で出演した。また、この回からスペシャル企画のMCが飯尾和樹に交代した。
出演順
1. ウエストランド
2. 見取り図
3. ビスケットブラザーズ
4. さや香
5. ジャングルポケット
6. ロングコートダディ
7. ロッチ
8. コットン
9. フットボールアワー
10. 霜降り明星
11. 爆笑問題
12. ナイツ
13. チョコレートプラネット
14. バカリズム
15. ハリウッドザコシショウ
16. ニューヨーク
17. 田津原理音

楽屋中継のみの出演者
- アタック西本・かみちぃ（ジェラードン）
- 堀内健（ネプチューン）
- Yes!アキト
- 寺田寛明
- ラパルフェ 都留
- サツマカワRPG
- カベポスター 永見
- こたけ正義感

### 第21回
スペシャル企画は「TONIKAKU（とにかく明るい安村）に続く、世界で通用するスターを発掘するオーディション」という形でネタを披露する「GOD STAR」。同企画ではアンジェリーナ・ジョリーに扮したキンタロー。が観客役として出演した。
出演順
1. ダイアン
2. ロッチ
3. 見取り図
4. 東京03
5. 陣内智則
6. ハライチ
7. チョコレートプラネット
8. ジェラードン
9. 爆笑問題
10. ギャロップ
11. 囲碁将棋
12. さらば青春の光
13. ロングコートダディ
14. 2丁拳銃
15. 男性ブランコ
16. 天才ピアニスト
17. ナイチンゲールダンス
18. バカリズム

GOD STAR 出演者
1. ネルソンズ - マイク・ワダ
2. ジェラードン - リアルベイビーズ
3. ハリウッドザコシショウ

### 第22回
昨年同様「笑いの生祭典コラボSP」と題し、『R-1グランプリ2024』（同日18時30分 - 20時54分に放送）と連続して生放送。20時54分からは岡村がR-1のスタジオに出向き、2番組のスタジオを中継で結んだ。また、同大会で優勝した街裏ぴんくが大トリを務め、ネタを披露した。
スペシャル企画として、優勝者を除く『R-1グランプリ2024』の決勝進出者8名が楽屋との中継で出演した。
プレスタート出演者
- マヂカルラブリー

出演順
1. 見取り図
2. バカリズム
3. 東京03
4. 空気階段
5. 三四郎
6. 爆笑問題
7. ハライチ
8. バイきんぐ
9. 紅しょうが
10. ヤーレンズ
11. ゆりやんレトリィバァ
12. 男性ブランコ
13. 南海キャンディーズ
14. サルゴリラ
15. 令和ロマン
16. 街裏ぴんく

楽屋中継のみの出演者
- トム・ブラウン
- 堀内健（ネプチューン）
- キンタロー。
- 吉住
- ルシファー吉岡
- どくさいスイッチ企画
- 真輝志
- サツマカワRPG
- 寺田寛明
- kento fukaya
- トンツカタンお抹茶

### 第23回
スペシャル企画は跳び上がりながら一発ギャグを披露する「ENGEI POP UPギャグステージ」。
出演順
1. ナイツ
2. バイきんぐ
3. ニューヨーク
4. ジェラードン
5. オズワルド
6. ロッチ
7. ダウ90000
8. 見取り図
9. 陣内智則
10. ハライチ
11. ラランド
12. トム・ブラウン
13. どぶろっく
14. ガクテンソク
15. 吉住
16. えびしゃ
17. ウエストランド
18. 爆笑問題

ENGEI POP UPギャグステージ 出演者
1. ですよ。
2. 大西ライオン
3. キンタロー。
4. サバンナ 八木真澄
5. FUJIWARA 原西孝幸
6. Yes!アキト
7. ハリウッドザコシショウ
8. ジョイマン

### 第24回
『R-1グランプリ2025』（同日18時30分 - 20時54分に放送）と連続して生放送され、同大会で優勝した友田オレが出演し、ネタを披露した。
スペシャル企画はキンタロー。が演じる架空の『R-1』王者に飯尾がインタビューを行う「昭和100年特別企画 伝説のR-1チャンピオン物語」。なお、この回では優勝者以外の『R-1グランプリ2025』の決勝進出者8名は出演しなかった。
みどころ出演者
- お見送り芸人しんいち

出演順
1. NON STYLE
2. タイムマシーン3号
3. トム・ブラウン
4. ロッチ
5. 真空ジェシカ
6. コットン
7. ナイツ（土屋伸之・はなわ）
8. チョコンヌ（チョコレートプラネット×シソンヌ）
9. ジェネレーソンズ（ジェラードン×ネルソンズ）
10. メトロンズ（しずる×ライス×サルゴリラ）
11. バッテリィズ
12. トレンディエンジェル
13. ハライチ
14. マヂカルラブリー
15. どぶろっく
16. 友田オレ
17. 爆笑問題

### 第25回
『ENGEIグランドスラム10周年スペシャル』と題し、生放送での放送となった。
また、エンディング時にステージへ登ったコンビは爆笑問題・囲碁将棋・ハライチ・ウエストランドとMCのみとなった。
オープニングアウト
- RIP SLYME

出演順
1. ニューヨーク
2. ナイツ
3. 真空ジェシカ
4. ツートライブ
5. ジャルジャル
6. 空気階段
7. バカリズム
8. ジェネレーソンズ（ジェラードン×ネルソンズ）
9. ララ屋(ラランド×かが屋)
10. せいやと屋敷(霜降り明星 せいや×ニューヨーク 屋敷)
11. ココリコハナコ（ココリコ×ハナコ）
12. ハライチ
13. 囲碁将棋
14. フットボールアワー
15. ウエストランド
16. 霜降り明星 粗品
17. 爆笑問題

## ENGEIトライアウト
第2回 - 第4回・第6回 - 第11回では『ENGEIグランドスラム』の前哨戦と題して、姉妹番組の『ENGEIトライアウト』が関東ローカルで放送された。これは次回の『ENGEIグランドスラム』出演者の予選的な位置づけとなっており、後に『ENGEIグランドスラム』本編に出演した芸人も多い。番組テーマ曲は『ENGEIグランドスラム』と同じRIP SYLMEの「JUMP with chay」。『THE MANZAI』がコンテストとして開催されていた期間は、その認定漫才師又は決勝進出の経験のある芸人が出演者の大半を占めていた。なお使用するセットは『ENGEIグランドスラム』と共通であるが、舞台中央奥の階段の前に番組ロゴの入った巨大な白い衝立が置かれ（階段は使用しない）、ディスプレイの表示も全出演者共通で8マークと「ENGEI GRAND SLAM」のロゴとなっている。
また、第5回からは放送枠を70分に拡大し、メインゲスト芸人と関係の深い芸人がアナライズゲスト芸人としてメインゲスト芸人を分析し、そのインタビューをメインゲスト芸人が見て、そこから自己分析を行う『ジコタコアナライズ』のコーナーが追加されたほか、第7回ではゲスト芸人2組が自分たちの“エニシ”について語り合う特番『エニシバナシ〜芸人縁談〜』が放送された。さらに第8回では、ゲスト芸人6組が代わる代わる出入りしつつ3組ずつで“芸”“プライベート”“縁”“この際だから…聞きたかった事”などについて語り合う特番『ENGEI鼎談』と、『ENGEIグランドスラム』の過去の放送回からの傑作選『ENGEIベストセレクション』との3本立て『ENGEIグランドスラムの日』として放送されている。

### ネタ披露芸人
第1回
- ウエストランド
- エレファントジョン
- 学天即
- 磁石
- ニューヨーク
- レイザーラモン

第2回
- アルコ&ピース
- 銀シャリ
- 三四郎
- しずる
- プラスマイナス
- U字工事

第3回
- あばれる君
- ジャイアントジャイアン
- ジャングルポケット
- タイムマシーン3号
- チョコレートプラネット
- とろサーモン

第4回
- 尼神インター
- さらば青春の光
- セルライトスパ
- ニッチェ
- 錦鯉
- バンビーノ

第5回
- 相席スタート
- アキナ
- カミナリ
- トット
- バッドナイス

第6回
- アイロンヘッド
- ANZEN漫才
- コマンダンテ
- ペンギンズ
- ラニーノーズ

第7回
- チョコレートプラネット
- アイデンティティ
- 霜降り明星
- 尼神インター
- 天竺鼠

第8回
- アルコ&ピース
- ウエストランド
- うしろシティ
- Aマッソ
- 学天即
- さらば青春の光
- 霜降り明星
- チョコレートプラネット
- 藤崎マーケット
- ゆにばーす
- 吉田たち
- ラバーガール

第9回
- かが屋
- きつね
- 霜降り明星
- 東京ホテイソン
- トム・ブラウン
- ニューヨーク
- ハナコ
- まんじゅう大帝国
- 宮下草薙

### ジコタコアナライズ
第1回
- メインゲスト芸人：博多華丸・大吉
- アナライズゲスト芸人：銀シャリ、千鳥、TKO、東京03、ナイツ、中川家、ロバート

第2回
- メインゲスト芸人：中川家
- アナライズゲスト芸人：ウーマンラッシュアワー、陣内智則、スピードワゴン、友近、博多華丸・大吉、ミキ

ナレーション：堀場亮佑

### エニシバナシ〜芸人縁談〜
- ゲスト芸人：博多華丸・大吉、千鳥

### ENGEIベストセレクション
過去の『ENGEIグランドスラム』で放送されたネタのうち、好評だった物を厳選の上放送する傑作選的な番組。

### ENGEI鼎談
『ENGEIグランドスラム』出演経験のある芸人6組が、代わる代わる出入りしつつ3組ずつで“芸”“プライベート”“縁”“この際だから…聞きたかった事”などについて語り合うトーク番組。
- ゲスト芸人：陣内智則、スピードワゴン、ナイツ、中川家、博多華丸・大吉、濱田祐太郎

ナレーション：松岡茉優

## 番組テーマ曲
- RIP SLYME「JUMP with chay」
  - 演者の出囃子としても使用。また芸人を紹介するナレーションのBGMは「STEPPER'S DELIGHT」「FUNKASTIC」 「Good Times」などRIP SLYMEの楽曲が多数採用されている[11]。

## ネット局と放送時間
| 放送期間                | 放送時間      | 放送局                    | 対象地域       | 備考       |
| ----------------------- | ------------- | ------------------------- | -------------- | ---------- |
| 2015年7月12日（日曜日） | 19:00 - 21:54 | フジテレビ（CX）          | 関東広域圏     | 【制作局】 |
|                         |               | 北海道文化放送（UHB）     | 北海道         |            |
|                         |               | 岩手めんこいテレビ（MIT） | 岩手県         |            |
|                         |               | 仙台放送（OX）            | 宮城県         |            |
|                         |               | 新潟総合テレビ（NST）     | 新潟県         |            |
|                         |               | 長野放送（NBS）           | 長野県         |            |
|                         |               | テレビ静岡（SUT）         | 静岡県         |            |
|                         |               | 富山テレビ（BBT）         | 富山県         |            |
|                         |               | 石川テレビ（ITC）         | 石川県         |            |
|                         |               | 福井テレビ（FTB）         | 福井県         |            |
|                         |               | 東海テレビ（THK）         | 中京広域圏     |            |
|                         |               | 関西テレビ（KTV）         | 近畿広域圏     |            |
|                         |               | 山陰中央テレビ（TSK）     | 島根県・鳥取県 |            |
|                         |               | 岡山放送（OHK）           | 岡山県・香川県 |            |
|                         |               | テレビ新広島（TSS）       | 広島県         |            |
|                         |               | テレビ愛媛（EBC）         | 愛媛県         |            |
|                         |               | 高知さんさんテレビ（KSS） | 高知県         |            |
|                         |               | テレビ西日本（TNC）       | 福岡県         |            |
|                         |               | サガテレビ（STS）         | 佐賀県         |            |
|                         |               | テレビ長崎（KTN）         | 長崎県         |            |
|                         |               | テレビくまもと（TKU）     | 熊本県         |            |
|                         |               | 鹿児島テレビ（KTS）       | 鹿児島県       |            |
|                         |               | 沖縄テレビ（OTV）         | 沖縄県         |            |

- テレビ大分は遅れネットであるが、放送枠が長時間化してからは放送を見送る回も増えてきている。テレビ宮崎は第2弾のみ放送なし、他は全て同時ネット。

## スタッフ
［ENGEI8］
第25回
- 構成：酒井健作、大井洋一、奥田泰、中藤洋、長谷川優、関野樹（酒井〜中藤→第11〜13,17回-、長谷川→第15,18回-、関野→第25回）
- 美術制作：棈木陽次（フジテレビ／フジアール）
- デザイン：鈴木賢太（フジテレビ／フジアール）
- 美術進行：林勇（フジアール、第10回のみアートコーディネーター）
- 大道具：酒井孝一（第13回-）
- アートフレーム：石井智之
- アクリル装飾：伊藤幸枝（第17回-）
- 電飾：須藤希（第25回）
- マルチ：上福更記（第11回-）
- 装飾：百瀬貴弥
- 衣装：林春来（第11,13回-）
- 持道具（第13回-）：土屋洋子（第13回-）
- メイク：春山輝江、山田かつら
- TP：勝村信之（フジテレビ、第17回-）
- TM：橋本雄司（第18回-）
- SW：遠藤俊洋（第17,20回-、第19回はCAM）、上田軌行（第25回）
- CAM：吉原喜久（第14,20〜22,24回-）
- VE：山下将平（第17〜21,23,25回）
- AUD：高橋幸則
- LD：根本進
- 編集：井上真一（第20回-）
- MA：足達健太郎（第20回-）
- 音響効果：小堀一（第24回-）
- TK：海老澤廉子、槇加奈子（槇→第25回）
- 美術協力：フジアール
- 技術協力：ニユーテレス、FMT、Eno STUDIO、casinodrive（Eno・cas→第20回-）、テルミック、マルチバックス、リトルステップ（リトル→第24回-）
- 協力：PLATFORM INC.
- 制作協力：吉本興業
- CG：武井裕介（第14回-）
- スタジオCG（第24回-）：渡邊風太（第24回-、第22回はCG技術）
- 編成（第25回）：福山晋司（フジテレビ、第25回）
- 営業（第17回-）：北里竜郎（フジテレビ、第25回）
- 広報：飯泉英一郎（フジテレビ、第18〜20,23回-）
- 協力プロデューサー（第6〜23,25回）：平岡大二郎（フジテレビ、第25回）
- デスク：市川亜季（第12回-）
- FD（第7-13,25回）：尾末城太郎（第25回、第19-24回はAD）、陶山春花（第25回）
- AD（第9回-）：金澤萌桃（第20回-）、鈴木健太郎（第25回）、飛田日向（第25回）
- AP：橋本苑香（第14回-）、三谷奈央（第25回）、加藤稚菜・國廣光・嶋村理奈（共に吉本興業、國廣→第20回-、加藤→第21回-、嶋村→第24回-）
- ディレクター：新井孝輔（PLATFORM inc.）、井上拓也（第20回-、第11,17〜19回はAD）、川上惇（フジテレビ、第25回、第13回はENGEI歌謡祭FD）
- 制作プロデューサー（第11回-）：倉科知美（フジテレビ、第18回-、第17回はAP）、林真凜（吉本興業、第20回-）、中村倫久（HiHo-TV、第25回）、石川敬大（フジテレビ、第23回-）、渡辺由貴（第25回）
- プロデューサー：大川友也（フジテレビ、第23回-）
- ゼネラルプロデューサー：朝妻一（フジテレビ、第14回-、以前はプロデューサー→第13回はCP）
- 演出：杉野幹典（フジテレビ、第25回）、原武範（PLATFORM inc.）
- チーフプロデューサー：日置祐貴（フジテレビ、第23回-）
- 制作：フジテレビスタジオ戦略本部第3スタジオ
- 制作著作：フジテレビ

### 過去のスタッフ
- 制作統括（第13,15,20〜24回）：戸渡和孝（フジテレビ、第13,15回、第11,12回は企画統括）、北口富紀子（フジテレビ、第20〜22回、第14〜19回はチーフプロデューサー）、石川綾一（フジテレビ、第23,24回）
- 構成：大平尚志、酒井義文、藤井直樹（全員→第15回）／小笠原英樹（第17回まで）
- SPECIAL THANKS（第11〜13回）：藪木健太郎（当時フジテレビ、第10回まで演出・チーフプロデューサー、共同テレビジョン出向のため降板）
- マルチ：野崎裕康（第10回まで）
- 衣装：塩野谷由美（第5回まで）、成田咲良（第6-10,12回）
- TP：児玉洋（フジテレビ、第1,8,9,13回）、長田崇（フジテレビ、第3〜7,10-12,14〜16回）
- TM：高瀬義美（第17回まで）
- SW：馬場義土（フジテレビ、第11,12回）、小川利行（第13,15,18,23回、第10回までCAM）、小出豊（第19回）、河西純（第21,24回、以前も担当）、宮崎健司（第24回、第8,11,17回はCAM）
- CAM：小池悟志（第3回）、矢代祐一（第10回）、今井健一（第12回）、川治諒祐（第12,15回）、池田幸弘（第17回）、秋山勇人（第18,19,21回）、渡邊健太郎（第23回）
- VE：山下悠介（第1〜8,10回）、水野博道（第9,13回）、武田和浩（第17回）、宮本学（第14,21回）、高橋正直（第11〜13,15,22回）、齋藤雄一（第19,23回）、土井理沙（第24回）
- AUD：小清水健冶（第13,17,19回）、浮所哲也（第21回）
- LD：宗像徹馬（第12,13回）、紙透貴仁（第13回）、三好裕治（第15回）、川埜允史（第18回）、川田敦史（川田→第21回）
- データ放送（第12,13,17〜19回）：高島裕司（第12,13,17〜19回）
- リモートシステム（第15回）：上田一郎、若狭正生、中山陽介（共に第15回）
- デザイン：永井達也（フジテレビ、第12〜17回）
- 美術進行：村瀬大（第12〜14回）
- 大道具：松本達也（第12回まで）、山本和成（第13回）
- アクリル装飾：相原加奈（第12回まで）、斉藤祐介（第13〜16回）
- 電飾：後藤佑介（第16回まで）、日下信二（第17-24回）
- CG：鈴木鉄平（第1,6〜11回。第2回は不明。第3〜5回はCGディレクター）、MIC（第12,13回）
- CGプロデューサー：久保田幸（第3〜5回）
- CGデザイン：木本禎子（フジテレビ、第3〜5回）
- CG技術（第11〜13,20回）：武村吉雄（第11〜13回）、遠山健太郎（第11〜13,20回）
- 編集：渡辺寛樹（第10回まで）、渕真悟（第11〜19回）
- MA：阿部雄太（第10回まで）、木村亮允（第11〜19回）
- 音響効果：大平拓也（第10回まで）、笠松広司（第11〜20回）、千本洋（第12〜19回）、高津浩史、佐伯綾乃、中村裕（高津・佐伯・中村→第20回）、北澤寛之（リノバティオ）、浅利聡美（共に第21〜23回）
- TK：水越理恵（第11〜13回）、髙木美紀（第12回）、山口奈保美（第13回）、平野美紀子（第20回）、色摩涼（第22回）、松下絵里（第24回）
- 小道具協力（第9回）：帝国書院H28社会地図
- 音源協力（第10回）：JOYSOUND
- 技術協力：ライスフィールド（第1〜8,13〜16回）、4-Legs（第10回まで）、共同テレビ（第11,12回）、放映サービス（第11〜13回）、田中電設（第11,15回）、デジタルサーカス（第11〜20回）、明光セレクト（第14回まで）、サンフォニックス（第16回まで）、IMAGICA（第20回まで）、リノバティオ（第21〜23回）
- 撮影協力（第18回）：早稲田大学グリークラブ（第18回）

〈ENGEI歌謡祭〉（第11〜13回）
- ディレクター：島田和正（フジテレビ、第11〜13回）
- 撮影協力：ビルボードライブ東京（第11回）
- FD：大野悟（クリーク・アンド・リバー社、第11回は中継D）、三好達也
- 音楽協力：東京フィルムメート（第12,13回）

〈福岡中継〉（第11回）
- ディレクター：藤井亮次
- 技術：吉村圭介、水本浩司
- 会場協力：福岡国際会議場 長谷川裕
- 中継協力：テレビ西日本

〈オープニング〉（第12回）
- ディレクター：松永健太郎（共テレ）
- 撮影協力：浅草東洋館

〈出張ライブ〉（第12回）
- 仙台放送：高橋亮、大山浩嗣
- 北海道文化放送：金井大悟、岩本顕太
- 岡山放送：船曵一成、三吉雅美
- テレビ熊本：高瀬孝幸、富田信
- テレビ新広島：矢野直樹、舞坂達哉 ニュースプロモーション、ホット

- 協力：α.grid（第1〜13回）、ViViA、BEE BRAIN（共に第12回）、FCC、STAY（FCC・STAY→第12,13回）、カンテレ（第20,22回）
- 撮影：横山大風（第12,13回）、横山大輔（第15,17回）
- 広報：清田美智子（フジテレビ、第5回まで）、平井隆（フジテレビ、第6,11〜17回）、斎田悠（フジテレビ、第7,8回）、高木秀幸（フジテレビ、第9,10回）、友田綾乃（フジテレビ、第21,22回）
- 営業（第17回-）：加藤亜利沙（フジテレビ、第17回）、柳元大輝（フジテレビ、第21〜24回）、安部花恵（フジテレビ、第18〜20回）
- デジタルコンテンツ（第14〜16回）：副島史郎、遠藤千翼（共に第14〜16回）
- デスク：馬場瞳（第9回まで）、福田有岐（第10,11回）
- ネットワーク（第12回）：富田悠
- Web PR（第11,12回）：菅原隆文、三木要
- スチールカメラ（第21回）：岩澤高雄（第21回）
- AD（第9回-）：藤原麻衣（第7,8回はFD）、渋谷朋（第10回）、青木優美（第11回）、中山満里奈（中山→第11,12回）、細田謙二、小川泰里、中村直道（細田・小川・中村→第12回）、鈴木さくら（第12,13回）、三上湧久（第13回）、伊藤大地（第13〜17回）、池上俊（第13〜21回）、伊藤優希（第14〜16回）、菅沼菜々子（第17,18回）、石井里加子（第20〜23回）、岡田壮、梅谷響（共に第20〜24回）、亀川乃晶、山越結太（共に第23,24回）
- FD（第7-13,25回）：菅谷美香（第7〜10回）、吉井美月、松村淳（吉井・松村→第11回）、野村道彦（第12回）、奥田篤信（第13回）
- AP：樋口将規（第7,8回）、小松航（吉本興業、第9,10回）、浜野美咲（第10回）、大川直人（第13回）、曽我加仰里（第13〜16回）、宮里良子（第18,19回）、中井謙吾（吉本興業、第20回）、木村実咲希（第24回）
- 協力プロデューサー（第6〜23回）：阿部周二、朝倉千代子（共に第6〜10回）、貝戸夏美（第11回）、近藤真広（フジテレビ、第11回は福岡中継D）、神原孝、土田芳美（ビジュアルコミュニケーションズ）、時宗大、菊地新也、西敏也・菅野貴志（共にBEE BRAIN）、谷口大二（フジテレビ）、仲村孝明（α・grid、近藤〜仲村→第12回）、竹岡直弘（フジテレビ、第12,15回）、黒木彰一（フジテレビ、第13回、第11,12回はCP）、上野貴央（フジテレビ、第23回、第20〜22回までCP）
- 制作プロデューサー（第11回-）：小澤慧里子（第11〜13回、第10回まではAP）、肥後篤人（吉本興業、第11,12,14〜19回、第13回はプロデューサー）、寺西泰寿、野中和哉（寺西・野中→第12回）、宮崎孝幸（STAY、第12,13回）、森俊和（吉本興業、第9〜12,14〜16回、第6回まではAP）、服部有紀子（吉本興業、第17回）、富永衣里子（吉本興業、第18,19回）
- ディレクター：境清吾（第1回）、安部聖之（PLATFORM inc.、安部→第1〜10,12〜14回・第11回は福岡中継FD）、白川誠、福司龍太（neo、白川・福司→第1〜3,5〜10回）、曽我和隆（第1〜13回）、岩崎陽介（吉本興業、第3,4,7,9回）、飛田竜平（α・grid、第7〜10回、第6回はFD）、池田哲也（STAY、第11〜13,18,19回）、松本泰治（LINGUS、第11〜19回）、小倉伸一、鈴木剛（小倉・鈴木→オイコーポレーション、第12回）、名城ラリータ、高瀬康宏（名城・高瀬→FCC、第12〜16回）、石川隼（フジテレビ、第12,17,19回）、楠田健太（ガスコイン・カンパニー、第18,19回）、牛窪真二（PLATFORM inc.、第6〜9,11〜17,19,20,22回）、岡田純一（オイコーポレーション、第20〜24回）、金井克仁（イースト、第20,21,24回）
- 演出：筧大輝（フジテレビ、第10回まで）、北山拓（フジテレビ、第11〜19回）、登内翼斗（フジテレビ、第20〜24回）
- プロデューサー：稲冨聡（吉本興業）、五十嵐剛（フジテレビ、第7,8回）、山本布美江（フジテレビ、第13〜17回）、滝澤美衣奈（フジテレビ、第18,19回）、片岡新己留（フジテレビ、第20〜22回）
- チーフプロデューサー：中嶋優一（フジテレビ、第10回まで）